# 大山町 (渋谷区)
大山町（おおやまちょう）は、東京都渋谷区の町名。「丁目」の設定のない単独町名である。住居表示実施済区域。

## 地理
東京都渋谷区・旧代々幡町の西部に位置し、世田谷区（北沢）との区境に当たる。町域の北部から東部は西原、南東部から南部は小田急線の線路を境界として上原に接し、高級住宅地区の一つ、「代々木上原」地区に属する町域となっている。西部は世田谷区北沢に接している。町域内を井ノ頭通りが横断している。東南端には、小田急線・地下鉄千代田線の代々木上原駅が置かれ、駅敷地のうち西側を占める。また、西部は隣の東北沢駅が近い。町域内の大半は、関東大震災後の住宅需要の高まりに大山園分譲地として分譲された場所が多い。三菱系の社宅が多く、加えて大企業の経営者も居を構える地域である。また、道路の整備が行き届いている。本町に所在する代々木警察署・神南に所在する渋谷消防署のそれぞれ管内に当たる。

### 地価
住宅地の地価は、2025年（令和7年）1月1日の公示地価によれば、大山町34-9の地点で145万円/m2となっている。

## 歴史
紀州徳川家の子孫の所有した西原3丁目付近が徳川山とも呼ばれる。周辺には東京消防庁の消防学校があり、玉川上水だった緑道も整備されている。代々幡火葬場や狼谷と呼ばれた沼地跡には関東医療少年院もあったが、現在は国際協力機構 (JICA)・TICなどに国有地の使用用途は変化している。周辺にモスクもあることもあり、そのためインドネシア学生寮も設置されていた。
元々は代々木村の字(大山)であった。渋谷区発足の際に代々木大山町となる(渋谷町側にも字大山があり、こちらが大山町となった)。その後、昭和38年7月1日の住居表示導入の際に旧大山町を含む領域が松濤二丁目に、代々木大山町の大部分を含む領域が大山町にそれぞれ改称され現在に至る。

## 世帯数と人口
2024年（令和6年）12月1日現在（渋谷区発表）の世帯数と人口は以下の通りである。
- 世帯数 : 1,852世帯
- 人口 : 3,526人

### 人口の変遷
国勢調査による人口の推移。
| 年                 | 人口  |
| ------------------ | ----- |
| 1995年（平成7年）  | 2,995 |
| 2000年（平成12年） | 3,166 |
| 2005年（平成17年） | 3,227 |
| 2010年（平成22年） | 3,119 |
| 2015年（平成27年） | 2,872 |
| 2020年（令和2年）  | 3,512 |

### 世帯数の変遷
国勢調査による世帯数の推移。
| 年                 | 世帯数 |
| ------------------ | ------ |
| 1995年（平成7年）  | 1,217  |
| 2000年（平成12年） | 1,351  |
| 2005年（平成17年） | 1,533  |
| 2010年（平成22年） | 1,591  |
| 2015年（平成27年） | 1,503  |
| 2020年（令和2年）  | 1,866  |

## 学区
区立小・中学校に通う場合、学区は以下の通りとなる（2023年3月時点）。
| 番地            | 小学校             | 中学校               | 調整区域による変更可能校              |
| --------------- | ------------------ | -------------------- | ------------------------------------- |
| 9～11番         | 渋谷区立上原小学校 | 渋谷区立上原中学校   |                                       |
| 1～8番 12～17番 | 渋谷区立西原小学校 | 渋谷区立代々木中学校 | 渋谷区立上原小学校 渋谷区立上原中学校 |
| 18〜47番        | 渋谷区立西原小学校 | 渋谷区立代々木中学校 |                                       |

## 交通

### 鉄道
- 小田急小田原線 ■代々木上原駅 - 駅舎が設けられている。（所在地：西原）
- 東京メトロ千代田線 ○代々木上原駅 - 駅舎が設けられている。（所在地：西原）

### 道路
- 東京都道413号赤坂杉並線（井ノ頭通り）
- 東京都道420号鮫洲大山線

## 事業所
2021年（令和3年）現在の経済センサス調査による事業所数と従業員数は以下の通りである。
| 町丁   | 事業所数  | 従業員数 |
| ------ | --------- | -------- |
| 大山町 | 133事業所 | 884人    |

### 事業者数の変遷
経済センサスによる事業所数の推移。
| 年                 | 事業者数 |
| ------------------ | -------- |
| 2016年（平成28年） | 78       |
| 2021年（令和3年）  | 133      |

### 従業員数の変遷
経済センサスによる従業員数の推移。
| 年                 | 従業員数 |
| ------------------ | -------- |
| 2016年（平成28年） | 663      |
| 2021年（令和3年）  | 884      |

## 施設

### 公園
- 大山緑道（玉川上水旧水路）

### 宗教施設
- 東京ジャーミイ（モスク）

### 大使館
- 駐日ブルキナファソ大使館

## その他

### 日本郵便
- 郵便番号 : 151-0065[3]（集配局 : 代々木郵便局[16]）。